# Мешков, Николай Иосифович
Никола́й Ио́сифович Мешко́в (1930 — 13 февраля 1994) — директор совхоза «Кызыл-Джар» Джаны-Джольского района Ошской области. Герой Социалистического Труда (1988).

## Биография
Родился в с. Никольское Воробьёвского района ЦЧО.
Выпускник Воронежского сельскохозяйственного института (1955).
Работал главным инженером, директором МТС в Джалал-Абадской области. В 1962 году стал директором совхоза «Кызыл-Джар» и возглавлял его до 1992 год. Он возглавил выращивание сельскохозяйственных культур и кормовых культур, добился удоев от каждой коровы более 3580 литров свежего молока.
В 1967 году избирался депутатом Верховного Совета Киргизской ССР.
Был отцом троих детей, Михаил врач. Нина, Юрий окончил Политехнический институт г. Фрунзе, строительный факультет. Руководитель Агропрома г. Фрунзе .

## Награды
- Герой Социалистического Труда — указом Президиума Верховного Совета СССР от 10 мая 1988 года
- Орден  Ленина.
- Орден Трудового Красного Знамени.
- Орден Октябрьской Революции.
- Орден Дружбы народов.